# Gan Sorek
Gan Sorek (hebrejsky גַּן שׂוֹרֵק, doslova „Zahrada Soreku“, v oficiálním přepisu do angličtiny Gan Soreq) je vesnice typu mošav v Izraeli, v Centrálním distriktu, v Oblastní radě Gan Rave.

## Geografie
Leží v nadmořské výšce 38 metrů v hustě osídlené a zemědělsky intenzivně využívané pobřežní nížině, severně od ústí řeky Nachal Sorek a nedaleko od písečných dun, které lemují pobřeží.
Obec se nachází 4 kilometry od břehu Středozemního moře, cca 14 kilometrů jižně od centra Tel Avivu, cca 48 kilometrů severozápadně od historického jádra Jeruzalému a 4 kilometry jihozápadně od města Rišon le-Cijon. Leží na jižním okraji aglomerace Tel Avivu. Gan Sorek obývají Židé, přičemž osídlení v tomto regionu je etnicky převážně židovské.
Gan Sorek je na dopravní síť napojen pomocí místní silnice číslo 4311. Západně od vesnice ji míjí dálnice číslo 4.

## Dějiny
Gan Sorek byl založen v roce 1950 na pozemcích vysídlené arabské vesnice al-Nabi Rubin, jež stávala až do války za nezávislost roku 1948 u ústí Soreku cca 2 kilometry jihozápadně od současné židovské vesnice. Vesnici al-Nabi Rubin založil beduínský kmen al-Maliha, který sem přesídlil ze Sinaje. Stávala v ní mešita a chlapecká základní škola založená roku 1946. Roku 1945 měla al-Nabi Rubin 1420 obyvatel. Počátkem války byla tato oblast v červnu 1948 ovládnuta židovskými silami a arabské osídlení zde skončilo. Zástavba vesnice pak byla zbořena s výjimkou objektu mešity a svatyně al-Nabi Rubin. Poblíž zaniklé vesnice a dolního toku Soreku se rozkládá Národní park Nachal Rubin.
Zakladateli vesnice Gan Sorek byla skupina Židů z Rumunska a Polska.

## Demografie
Podle údajů z roku 2014 tvořili naprostou většinu obyvatel v Gan Sorek Židé (včetně statistické kategorie "ostatní", která zahrnuje nearabské obyvatele židovského původu ale bez formální příslušnosti k židovskému náboženství).
Jde o menší obec vesnického typu s dlouhodobě stagnující populací. K 31. prosinci 2014 zde žilo 677 lidí. Během roku 2014 populace stoupla o 1,0 %.
| Rok            | 1961 | 1972 | 1983 | 1995 | 2001 | 2003 | 2004 | 2005 | 2006 | 2007 | 2008 | 2009 | 2010 | 2011 | 2012 | 2013 | 2014 |
| -------------- | ---- | ---- | ---- | ---- | ---- | ---- | ---- | ---- | ---- | ---- | ---- | ---- | ---- | ---- | ---- | ---- | ---- |
| Počet obyvatel | 138  | 118  | 142  | 244  | 289  | 326  | 323  | 323  | 326  | 340  | 333  | 671  | 677  | 662  | 666  | 670  | 677  |